# District de Gangkou
Le district de Gangkou (港口区 ; pinyin : Gǎngkǒu Qū) est une subdivision administrative de la région autonome du Guangxi en Chine. Il est placé sous la juridiction de la ville-préfecture de Fangchenggang.

## Démographie
La population du district était de 155 200 habitants en 2010.